# 教师之家

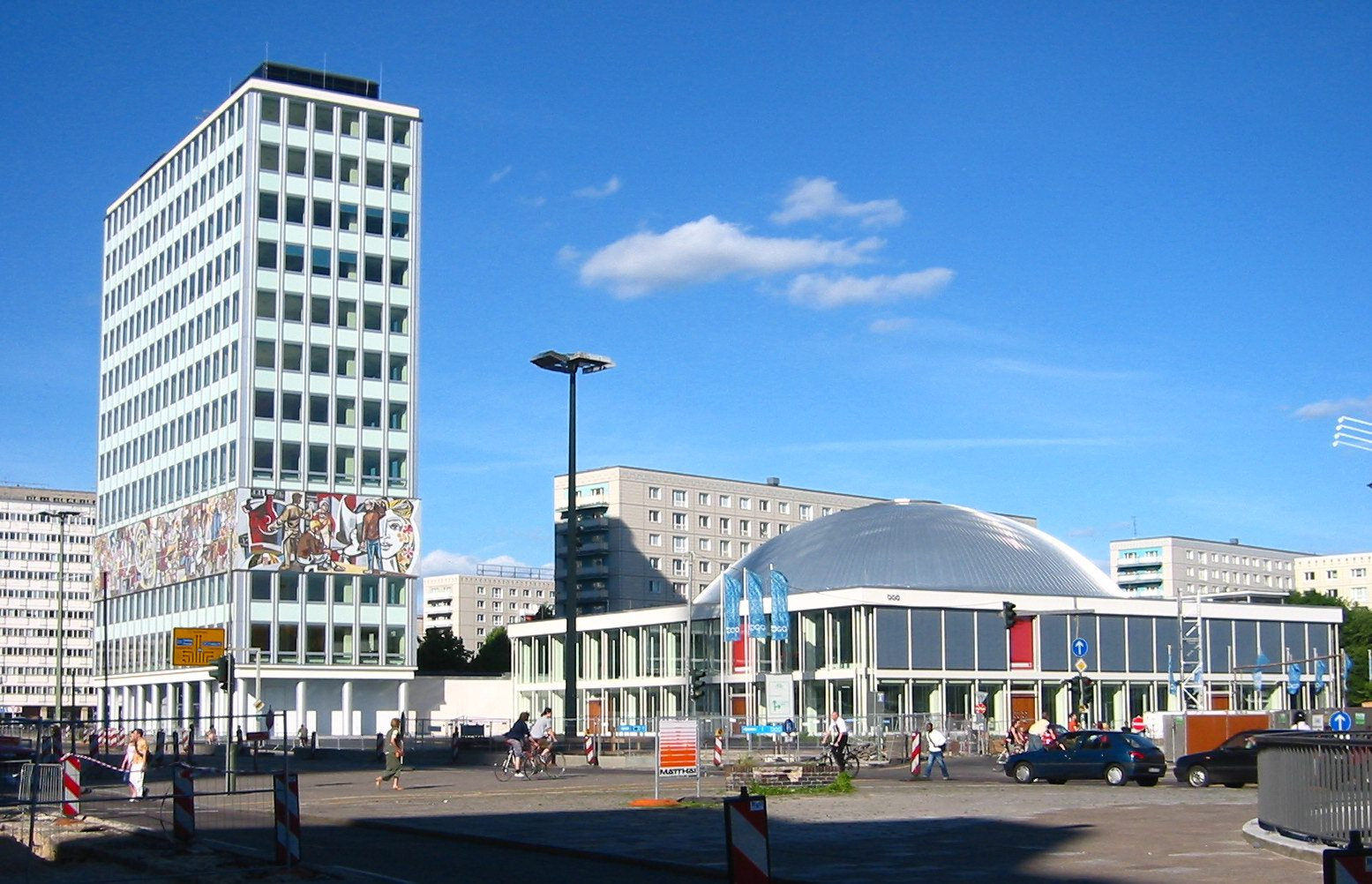
2005年的教师之家

教师之家（德語：Haus des Lehrers）是一座柏林建筑，位于亚历山大广场附近。该建筑在德意志民主共和国时期建造，始建于1962年，1964年完工。其最著名的特色是二层到五层间的壁画，由瓦尔特·沃马卡设计，其标题是《我们的生活》（Unser Leben），描绘了东德社会中不同的职业群体。
2003年11月，在教室之家一侧建起了柏林会议中心。

## 历史
1908年10月，柏林教师协会在亚历山大大街41号建起了“教师协会活动室”，1920年曾在此举办德国共产党和德国独立社会民主党的大会。二战期间建筑被摧毁，后在原址稍远处建起了现今的教师之家，开工时间为1962年12月，并于1964年9月9日启用。